# Allotisis furva
Allotisis furva là một loài bọ cánh cứng trong họ Cerambycidae.